# Las Ánimas (ort i Honduras)
Las Ánimas är en ort i Honduras.   Den ligger i departementet El Paraíso, i den centrala delen av landet, 70 km öster om huvudstaden Tegucigalpa. Las Ánimas ligger 545 meter över havet och antalet invånare är 1 117.
Terrängen runt Las Ánimas är huvudsakligen kuperad. Las Ánimas ligger nere i en dal. Runt Las Ánimas är det ganska glesbefolkat, med 30 invånare per kvadratkilometer. Närmaste större samhälle är Teupasenti, 14,8 km väster om Las Ánimas. 